# The Goodies Greatest
The Goodies Greatest è la prima compilation dei The Goodies pubblicata nel 1976.

## Tracce
1. The Goodies Theme
2. Funky Gibbon
3. The Inbetweenies
4. Nappy Love
5. The Last Chance Dance
6. Father Christmas Do Not Touch Me
7. Black Pudding Bertha
8. Bounce
9. Panic
10. Make a Daft Noise for Christmas
11. Charles Aznovoice
12. Wild Thing